# Bauhinia cupreonitens
Bauhinia cupreonitens är en ärtväxtart som beskrevs av Adolpho Ducke. Bauhinia cupreonitens ingår i släktet Bauhinia och familjen ärtväxter. Inga underarter finns listade i Catalogue of Life.